# Phare de Beavertail
Le phare de Beavertail (en anglais : Beavertail Lighthouse), est un phare actif situé à l'extrémité sud de l'île Conanicut, dans la baie de Narragansett, à Jamestown dans le Comté de Newport (État de Rhode Island).
Il est inscrit au Registre national des lieux historiques depuis le 12 décembre 1977 .

## Histoire
Le phare est dans le Beavertail State Park (en) dont il est l'attraction principale. Le feu assure la navigation des navires entrant dans la baie de Narragansett dans le passage est, entre l'île Conanicut, Newport et l’île Aquidneck.
Les archives de la ville de Jamestown, datant de 1712, font référence à un phare et mentionnent une maison de surveillance en 1705. Une tour en bois a été construite en 1749 et la lumière est devenue le troisième phare établi dans les Treize colonies, connu à l'époque sous le nom de "Newport Light". Un feu était allumé au sommet de la tour, comme cela se faisait couramment à l'époque. Quatre ans plus tard, il a brûlé et a été remplacé par une tour de pierre.
Les marins britanniques qui se retiraient de Newport vers la fin de la guerre d'indépendance des États-Unis laissèrent une traînée de destruction derrière eux en 1779. Il s'agissait notamment de brûler le phare et de retirer l'optique, ce qui laissa la lumière obscure pour le reste de la guerre.
En 1856, la tour a été remplacée par la tour actuelle en granit. Une lentille de Fresnel de 3e ordre a été mise en service. Elle a été le théâtre de nombreux tests de détection du brouillard au cours des 40 années suivantes, sous la supervision du conseil d'administration de l'United States Lighthouse Board. En 1898, des quartiers ont été ajoutés à la maison du gardien pour un assistant à la signalisation du brouillard.
La maison du signal de brouillard a été détruite lors de l'Ouragan de Nouvelle-Angleterre (1938), révélant le socle d'origine de la structure de 1749, située à 30 mètres de la tour actuelle. Le phare de Whale Rock (en) et son gardien, Walter Eberle, ont été entraînés dans les eaux de la baie de Narragansett pendant l'ouragan de 1938 ; le corps du gardien n'a jamais été retrouvé.
En 1939, la garde côtière américaine a pris le commandement de tous les phares et aides à la navigation et, en 1989, le phare de Beavertail a été automatisé dans le cadre d'un programme de la Garde côtière. Le bâtiment a été restauré et ouvert au public en 1989 à la suite des efforts conjugués des garde-côtes américains, de la gestion des parcs de Rhode Island, du département de la gestion de l'environnement du Rhode Island et de la ville de Jamestown.
En 1993, Beavertail Lighthouse Museum Association (BLMA) a été créée pour superviser les opérations du musée du phare de Beavertail, situé dans la maison du gardien adjoint. Le musée comprend une lentille de Fresnel et l'histoire de nombreux phares de Rhode Island. Il ouvert tous les jours de la mi-juin à la fête du Travail et les week-ends de la fin mai à la mi-juin et du début septembre à la mi-octobre. Le phare est ouvert aux visites le samedi ou le dimanche des week-ends alternés pendant l’été.

## Description
Le phare  est une tour quadrangulaire en granit avec une double galerie et une lanterne de 14 m de haut, attachée à une maison de gardien. La tour est non peinte en blanc et la lanterne est noire. Il émet, à une hauteur focale de 21 m, un éclat blanc d'une seconde par période de 10 secondes. Sa portée est de 15 milles nautiques (environ 28 km).
Il est aussi équipé d'une corne de brume radiocommandée émettant un blast par période de 30 secondes.

## Caractéristiques dufeu maritime
Fréquence : 10 secondes (W)
- Lumière : 1 seconde
- Obscurité : 9 secondes

Identifiant : ARLHS : USA-048 ; USCG : 1-17780 - Amirauté : J0624 .
|          |
| Le phare |

|          |
| Le phare |

### Lien connexe
- Liste des phares au Rhode Island